# Slag bij Rheinfelden
De Slag bij Rheinfelden is de benaming voor een tweetal confrontaties tussen het leger van Bernard van Saksen-Weimar en het keizerlijke leger van Federico Savelli die kort na elkaar plaatsvonden op 28 februari en 3 maart 1638 tijdens de Dertigjarige Oorlog.

## Aanloop
Na de Franse interventie in de Dertigjarige Oorlog werd het leger van Bernard van Saksen-Weimar mede betaald door het Koninkrijk Frankrijk, maar in 1637 hadden ze nog maar de helft van het beloofde bedrag aan hem betaald. In juni van dat jaar viel hij in opdracht van Kardinaal de Richelieu de Franche-Comté binnen en versloeg hij Karel IV van Lotharingen. Daarna trok hij westwaarts en stak Bernard van Saksen-Weimar bij Rheinau de Rijn over. Zijn opmars werd aldaar gestopt door Jan van Werth. De hele late zomer en herfst lang beloerden de twee legers elkaar en vochten ze enkele schermutselingen uit.
Gedurende de jaarwisseling kwam eindelijk het Franse geld aan en kon Bernard van Saksen-Weimar nieuwe soldaten werven en begon hij met een groot offensief. Hij nam Hohentwiel, Bad Säckingen, Laufenburg en Waldshut in. Vervolgens besloot hij in februari de Rijn over te steken bij Rheinfelden. De hertog begon met het beleg van de stad en toen de keizerlijken door hadden wat er gebeurde stuurden ze Federico Savelli en Jan van Werth naar Rheinfelden.

## Eerste slag
Op 28 februari begon de eerste slag tussen het leger van Bernard van Saksen-Weimar en het keizerlijk leger. Savelli won op de ene vleugel en Bernard van Saksen-Weimar op de andere vleugel. Hierdoor waren beide legers uitgekomen op de startpositie van het leger van hun tegenstander. De eerste slag was tactisch gezien een keizerlijke overwinning, maar de hertog had het grootste deel van zijn leger nog. Wel was hij tijdens de slag afgesneden geraakt van een gedeelte van zijn leger en in een poging zijn leger weer te verenigen marcheerde hij naar Laufenburg. Nadat zijn leger weer herenigd was trok hij weer richting Rheinfelden.

## Tweede slag
Savelli en Jan van Werth verkeerden in de veronderstelling dat Bernard van Saksen-Weimar zich had teruggetrokken en ze waren hierdoor totaal niet voorbereid op een aanval. Op 3 maart ontdekten ze dat Weimars leger in de buurt was. Het leger van de hertog begon met bombardementen op het keizerlijke leger en vervolgens viel hij het leger aan. Zowel Savelli als Van Werth werd door hem gevangen genomen.

## Nasleep
Nadat hij het keizerlijk leger had verslagen hervatte Bernard van Saksen-Weimar het beleg van Rheinfelden. Na een paar weken gaf de stad zich over vanwege een tekort aan buskruit. Alle gewone soldaten in Rheinfelden werden opgenomen in het leger van de hertog.